# Swedish Touring Car Championship 2004
Swedish Touring Car Championship 2004 präglades av en hård kamp mellan två nya förare, som kom ifrån avstannade formelbilskarriärer. 2003 års nykomling Richard Göransson var tillsammans med Robert Dahlgren de som kom att dominera säsongen.
De tog var sin seger i premiärloppet och sedan var det ingen som rådde på de bägge, och när flaggan föll i finalen på Mantorp Park efter nio deltävlingar, stod Göransson som slutsegrare. Den startsnabbe BMW:n och West Coast Racing-teamet hjälpte Richard till 50 % av racevinsterna, banrekord (med S2000-bilar) på alla banorna, men det var inte utan dramatik. På vägen hade han bland annat varit involverad i en uppmärksammad tjuvstart. Men när säsongen var över korades han till världens främsta privata BMW-förare 2004. Han fick till och med testköra för Mercedes DTM-team.
Robert Dahlgren slutade tvåa efter att bland annat ha tagit tre segrar. En mycket godkänd debut, men finalkraschen på Mantorp Park gav stora rubriker. Stallkompisen i Volvo-teamet Janne ”Flash” Nilsson hade en mindre lyckad säsong och blev fyra.
Mästaren från 2003 Fredrik Ekblom med Audi-bilarna som inte riktigt räckte till, blev trea. Opels Tommy Rustad femma följd av Tomas Engström, Honda och Johan Sturesson, Peugeot. STCC Challenge, privatserien, vanns av Johan Nilsson i Volvo.
Nytt för året var en comeback i norska Mo i Rana. Det blev även ett gästspel av Rickard Rydell på Mantorp Park i en SEAT, då han vann ett heat efter att ha chansat med däcksvalet.
11 600 åskådare var den genomsnittliga publiksiffran. Totalt sändes 68 timmar i TV med TV3 och Viasat Sport som huvudkanaler.

## Delsegrare
| Bana           | Vinnare           | Märke | Vinnare           | Märke |
| -------------- | ----------------- | ----- | ----------------- | ----- |
| Ring Knutstorp | Robert Dahlgren   | Volvo | Richard Göransson | BMW   |
| Falkenberg     | Jan Nilsson       | Volvo | Fredrik Ekblom    | Audi  |
| Gelleråsen     | Richard Göransson | BMW   | Richard Göransson | BMW   |
| Mantorp Park   | Robert Dahlgren   | Volvo | Rickard Rydell    | SEAT  |
| Falkenberg     | Richard Göransson | BMW   | Richard Göransson | BMW   |
| Ring Knutstorp | Richard Göransson | BMW   | Tommy Rustad      | Opel  |
| Mo i Rana      | Richard Göransson | BMW   | Richard Göransson | BMW   |
| Gelleråsen     | Robert Dahlgren   | Volvo | Tommy Rustad      | Opel  |
| Mantorp Park   | Fredrik Ekblom    | Audi  | Richard Göransson | BMW   |

## Slutställning
| Plats | Förare               | Märke      | Poäng |
| ----- | -------------------- | ---------- | ----- |
| 1     | Richard Göransson    | BMW        | 227   |
| 2     | Robert Dahlgren      | Volvo      | 176   |
| 3     | Fredrik Ekblom       | Audi       | 165   |
| 4     | Jan Nilsson          | Volvo      | 137   |
| 5     | Tommy Rustad         | Opel       | 137   |
| 6     | Tomas Engström       | Honda      | 128   |
| 7     | Johan Sturesson      | Peugeot    | 107   |
| 8     | Tommy Kristoffersson | Audi       | 102   |
| 9     | Jens Hellström       | Honda      | 80    |
| 10    | Mattias Andersson    | Alfa Romeo | 59    |